# A Ronda
A Ronda ist eine Parroquia und ein Ort in der Gemeinde Boal, in der Autonomen Gemeinschaft Asturien im Norden Spaniens.
Die 47 Einwohner (2020) leben in fünf Dörfern auf einer Fläche von 16,5 km² und etwa 12,5 km von der Gemeindehauptstadt Boal entfernt.

## Sehenswürdigkeiten
- Pfarrkirche San Pedro
- Geodätische Station „Vértice geodésico de Carrugueiro“ in 951 Metern Höhe über NN[2]

## Dörfer und Weiler
| Name                   | Einwohner | Lage                    |
| ---------------------- | --------- | ----------------------- |
| A Baxada               | 4         |                         |
| Brañadesella           | 8         | 43.421681 -6.841453 883 |
| Brañavara              | 9         | 43.398808 -6.906927 747 |
| A Ronda                | 11        | 43.404019 -6.878379 556 |
| El Villar de San Pedro | 16        | 43.396353 -6.864532 461 |